# Biston prinodes
Biston prinodes  är en fjärilsart som beskrevs av Reginald James West 1929. Biston prinodes  ingår i släktet Biston och familjen mätare, Geometridae. Inga underarter finns listade i Catalogue of Life.